# Conophyma septuosum
Conophyma septuosum är en insektsart som beskrevs av Leo L. Mishchenko 1950. Conophyma septuosum ingår i släktet Conophyma och familjen Dericorythidae. Den förekommer i de tempererade delarna av Asien. Inga underarter finns listade i Catalogue of Life.